# Lista över olympiska medaljörer i triathlon
Det här är en lista över alla medaljörer i triathlon vid olympiska spelen från 2000 till 2024.

## Damer

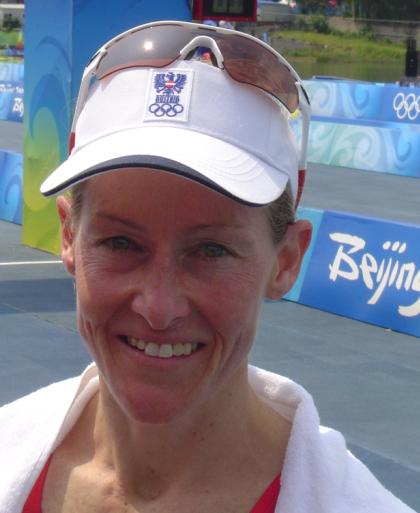
Kate Allen från Österrike vann damernas tävling vid olympiska sommarspelen 2004.

| Spel                            | Guld                          | Silver                              | Brons                        |
| Sydney 2000 Detaljer...         | Brigitte McMahon Schweiz      | Michellie Jones Australien          | Magali Messmer Schweiz       |
| Aten 2004 Detaljer...           | Kate Allen Österrike          | Loretta Harrop Australien           | Susan Williams USA           |
| Peking 2008 Detaljer...         | Emma Snowsill Australien      | Vanessa Fernandes Portugal          | Emma Moffatt Australien      |
| London 2012 Detaljer...         | Nicola Spirig Schweiz         | Lisa Nordén Sverige                 | Erin Densham Australien      |
| Rio de Janeiro 2016 Detaljer... | Gwen Jorgensen USA            | Nicola Spirig Hug Schweiz           | Vicky Holland Storbritannien |
| Tokyo 2020 Detaljer...          | Flora Duffy Bermuda           | Georgia Taylor-Brown Storbritannien | Katie Zaferes USA            |
| Paris 2024 Detaljer...          | Cassandre Beaugrand Frankrike | Julie Derron Schweiz                | Beth Potter Storbritannien   |

## Herrar

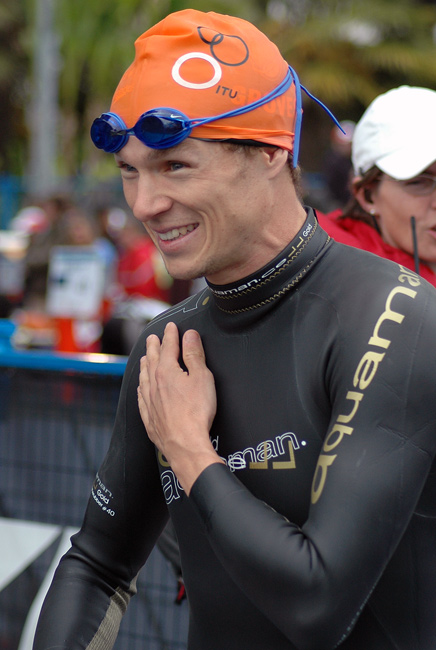
Kanadensaren Simon Whitfield blev den förste guldmedaljören på herrsidan vid sommarspelen 2000.

| Spel                            | Guld                             | Silver                           | Brons                            |
| Sydney 2000 Detaljer...         | Simon Whitfield Kanada           | Stephan Vuckovic Tyskland        | Jan Řehula Tjeckien              |
| Aten 2004 Detaljer...           | Hamish Carter Nya Zeeland        | Bevan Docherty Nya Zeeland       | Sven Riederer Schweiz            |
| Peking 2008 Detaljer...         | Jan Frodeno Tyskland             | Simon Whitfield Kanada           | Bevan Docherty Nya Zeeland       |
| London 2012 Detaljer...         | Alistair Brownlee Storbritannien | Javier Gómez Noya Spanien        | Jonathan Brownlee Storbritannien |
| Rio de Janeiro 2016 Detaljer... | Alistair Brownlee Storbritannien | Jonathan Brownlee Storbritannien | Henri Schoeman Sydafrika         |
| Tokyo 2020 Detaljer...          | Kristian Blummenfelt Norge       | Alex Yee Storbritannien          | Hayden Wilde Nya Zeeland         |
| Paris 2024 Detaljer...          | Alex Yee Storbritannien          | Hayden Wilde Nya Zeeland         | Léo Bergère Frankrike            |

## Mixstafett
| Spel                   | Guld                                                              | Silver                                                   | Brons                                                          |
| Tokyo 2020 Detaljer... | Storbritannien                                                    | USA                                                      | Frankrike                                                      |
| Tokyo 2020 Detaljer... | Jessica Learmonth Jonathan Brownlee Georgia Taylor-Brown Alex Yee | Katie Zaferes Kevin McDowell Taylor Knibb Morgan Pearson | Léonie Périault Dorian Coninx Cassandre Beaugrand Vincent Luis |
| Paris 2024 Detaljer... | Tyskland                                                          | USA                                                      | Storbritannien                                                 |
| Paris 2024 Detaljer... | Tim Hellwig Lisa Tertsch Lasse Lührs Laura Lindemann              | Seth Rider Taylor Spivey Morgan Pearson Taylor Knibb     | Alex Yee Georgia Taylor-Brown Sam Dickinson Beth Potter        |

## Medaljtabell efter land
| Land           | Guld | Silver | Brons | Totalt |
| -------------- | ---- | ------ | ----- | ------ |
| Storbritannien | 4    | 3      | 4     | 11     |
| Schweiz        | 2    | 2      | 2     | 6      |
| Tyskland       | 2    | 1      | 0     | 3      |
| Australien     | 1    | 2      | 2     | 5      |
| Nya Zeeland    | 1    | 2      | 2     | 5      |
| USA            | 1    | 2      | 2     | 5      |
| Kanada         | 1    | 1      | 0     | 2      |
| Frankrike      | 1    | 0      | 2     | 3      |
| Bermuda        | 1    | 0      | 0     | 1      |
| Norge          | 1    | 0      | 0     | 1      |
| Österrike      | 1    | 0      | 0     | 1      |
| Portugal       | 0    | 1      | 0     | 1      |
| Spanien        | 0    | 1      | 0     | 1      |
| Sverige        | 0    | 1      | 0     | 1      |
| Sydafrika      | 0    | 0      | 1     | 1      |
| Tjeckien       | 0    | 0      | 1     | 1      |
| Totalt         | 16   | 16     | 16    | 48     |